# Bolitoglossa indio
Espèce
Statut de conservation UICN

 EN  : En danger
Bolitoglossa indio est une espèce d'urodèles de la famille des Plethodontidae.

## Répartition
Cette espèce est endémique du département du Río San Juan au Nicaragua. Elle n'est connue que de sa localité type, Dos Bocas del Río Indio, à environ 25 m d'altitude.

## Description
La femelle holotype mesure 81,6 mm dont 34,8 mm pour la queue.

## Étymologie
Son nom d'espèce lui a été donné en référence au lieu de sa découverte, Dos Bocas del Río Indio.

## Publication originale
- Sunyer, Lotzkat, Hertz, Wake, Alemán, Robleto & Köhler, 2008 : Two new species of salamanders (genus Bolitoglossa) from southern Nicaragua (Amphibia, Caudata, Plethodontidae). Senckenbergiana Biologica, vol. 88, no 2, p. 319-328 (texte intégral).